# 滂薄無比
滂薄無比（日语：ヒシイグアス），是日本純種競賽馬匹。生涯活躍於中距離賽事，曾勝出2021年中山金盃，亦於2021及2023年勝出中山紀念，除此之外亦於2021年香港盃跑獲亞軍。

## 出賽前
2016年1月22日出生於北海道安平町北部牧場，成長途中於拍賣會上被馬主阿部雅英以1億476萬日圓購入，其後交由美浦訓練中心練馬師堀宣行訓練。

## 競賽生涯

### 2歲
2018年11月25日出戰東京競馬場2歲新馬戰，保持於先頭位置之下在直路逐步加速衝刺，但最終未能堅守優勢下於最後關頭被定稿超越，以頭位落敗得第二。
12月15日出戰2歲新馬戰，比賽初段迅速進佔位置下進行領放，於比賽途中帶出前1000米61.3秒的較慢步速。進入直路後，其於所在位置順利推出並展開加速，最終拋離後方的賽駒3馬位取得首勝。

### 3歲
進入2019年，其於年初在若竹賞再度採用領放戰術展開賽事，於直路不斷堅守之下成功壓制衝出的Folktale，以頸位優勢取得連勝。
其後以二級賽春季錦標作為目標，本次比賽未有進佔領放位置之下處於超神建築後方，於直路稍為透出下未能保持優勢，最終被對手超越之下僅跑獲第五。
於春季錦標失利後，陣營對賽程作出調整，跳過經典三冠並於6月安排其出戰日經電台賞，然而於其中未能克服爛地以第九大敗。

### 4歲
2020年於休養過後在4歲以上兩捷馬戰復出，於其中取得第二，其後在富里第二亦跑獲亞軍。
但其後成功發揮實力，在石和特別中成功殺出以3/4馬位戰勝對手，休養7個月後出戰歡迎錦標亦能保持狀態，再度以3/4馬位優勢取得勝利。

### 5歲
2021年首戰為三級賽中山金盃，賽前取得第一人氣。比賽開始後，其進佔第五的位置穩定推進，於通過第一彎道後雖然稍為墮後，但於對面直路中後段重新加速上前。進入直路後，其於中檔位置開始展開衝刺，並於直路上超越其他對手下再壓制一同衝出的心裡燈，以頸位優勢壓贏對手取得首個分級賽冠軍。
其後出戰中山紀念，因三連勝的近績取得再度取得第一人氣。比賽開始後，其一直保持於第四的位置穩步加速，並處於有遮擋的狀態等待時機。進入直路後，其再度展現自身的速度於所在位置衝出，最後50米左右率先透出，其後一直壓制同樣位置的行進曲防止對手反超，最終以連勝的姿態取得第二個分級賽冠軍。
休養過後於10月31日出戰秋季天皇賞，為其首次挑戰一級賽。比賽開始後，由於其處於外檔的位置起步，因而放棄搶佔先頭位置改用居中戰術，於第八左右的位置展開推進。進入直路後，縱然其於中團位置不斷加速，但仍然未能迫近前方佔據優勢的對手，最終以第五的戰績完賽。
其後陣營安排其遠征香港，以香港盃作為目標。比賽開始後，其繼續採用自身拿手的先行戰術，於直路上表現優秀之下一度取得領先。然而最後關頭，其未能頂住內欄位置同為日本代表的唯獨愛你之進擊，被對手超越下以短馬頭位差距取得第二。

### 6歲
2022年原定以女皇盃作為首戰，但於新型冠狀病毒病蔓延之下外隊隊馬未能在香港作賽，因而改變目標為大阪盃。比賽開始後，其保持於中團靠前位置穩步推進，比賽途中未有受到前方賽駒步速的影響下依自身的節奏行進。進入直路後，其保持穩定的走勢於中檔位置逐步加速，最終跑獲一席第四。
其後出戰寶塚紀念，比賽初段繼續採用大阪盃時的戰術，維持於第六左右的位置下在最後彎道開始抽出望空。進入直路後，其於外檔位置奮力衝刺並轟出全場最快末腳，可惜仍然未能迫近領放馬領銜，最終以2馬位差距取得亞軍。
然而賽後返回美浦訓練中心後因炎熱的天氣出現中暑的徵狀，甚至一度危及性命。雖然其後成功恢復並於設有冷氣的馬房休息，但仍然需要進入長期休養以回復狀態。

### 7歲
歷經8個月的休養後，其於中山紀念復出並取得第五人氣。比賽開始後，其於內欄的有利位置徐徐推進，同𪚩第三、四彎道時候逐步發力。進入直路後，雖然其於初段受到壓迫未能衝出，但迅速外閃轉換跑線下成功望空，一舉加速之下跑出優秀的末腳速度，以3/4馬位戰勝名劍取得第三個分級賽冠軍。

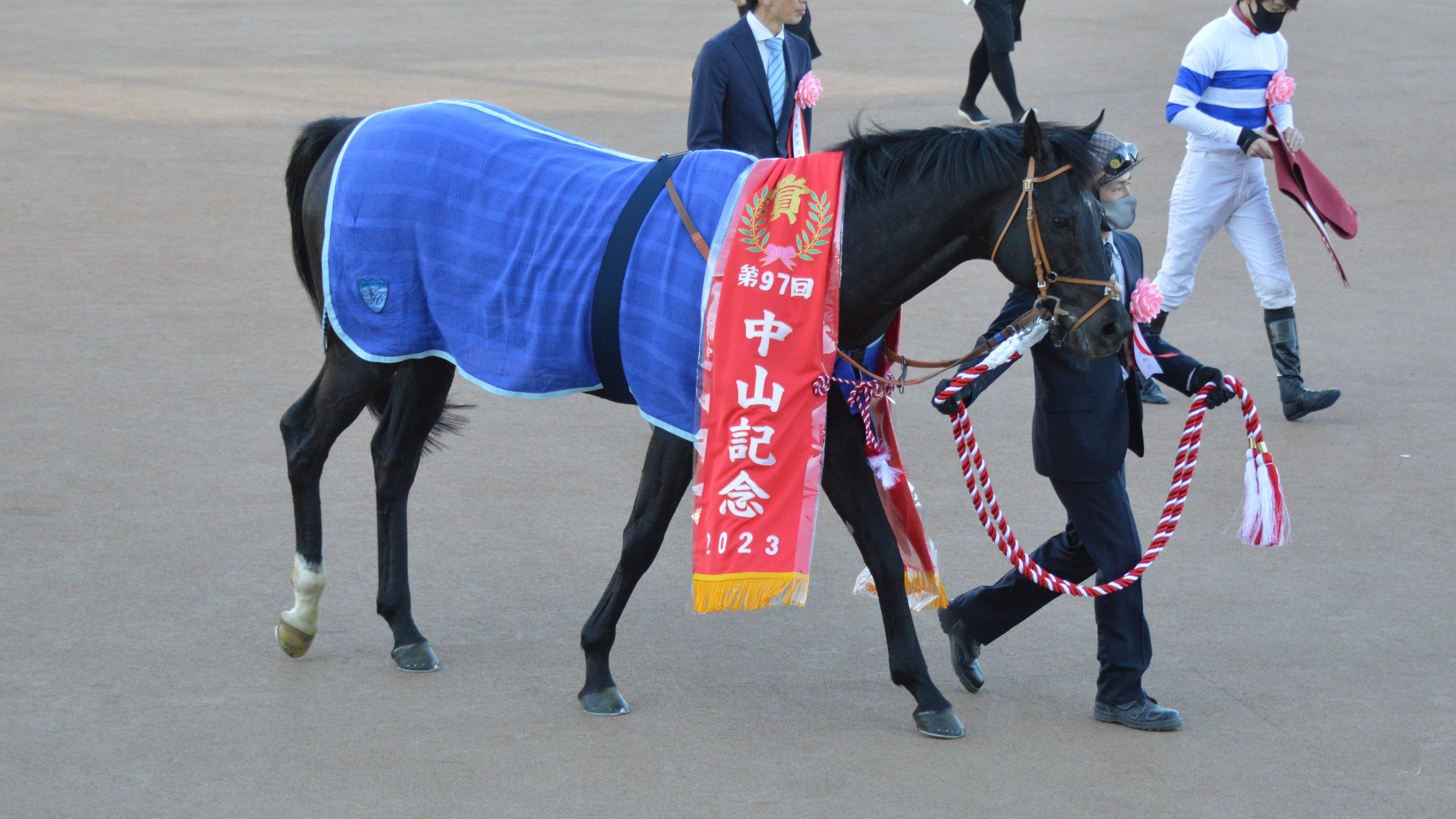
中山紀念頒獎儀式

但其後於日本國內的賽事未能延續優秀表現，於大阪盃、札幌紀念及秋季天皇賞中分別跑獲第七、第五及第九。
12月第二度遠征香港出戰香港盃，初段保持於中團位置下於最後彎道稍為發力上前，並成功進佔不俗的位置。進入直路後，其仍然可以於所在位置保持速度，最終僅敗於前方纏鬥的浪漫勇士及盧森堡，取得第三的戰績。

### 8歲
2024年繼續以中山紀念作為目標，然而未能在直路順利加速下以第十一慘敗。
4月第三度遠征香港，出戰一級賽女皇盃。由於上年來香港國際賽事客串騎師莫雷拉於日本有策騎聘約，改由連達文策騎。因選比賽開始後，其處於第五左右的位置展開推進，於比賽的途中亦一直維持於此。進入直路後，其嘗試由中檔位置逐步推進並展開加速，但未能最大程度衝刺之下僅跑獲第五。
進入秋季後，其未有出戰任何賽事，其後陣營在11月17日宣佈其退役的消息。

### 詳細賽績
| 日期       | 舉辦國家/地區 | 馬場 | 距離   | 級別 | 賽事名稱        | 負重 | 騎師     | 馬號 | 出馬 | 名次 | 時間    | 頭馬（二馬）          |
| ---------- | ------------- | ---- | ------ | ---- | --------------- | ---- | -------- | ---- | ---- | ---- | ------- | --------------------- |
| 25/11/2018 | 日本          | 東京 | 草1800 |      | 2歲新馬         | 55   | 莫雅     | 7    | 11   | 2    | 1:49.6  | 定稿                  |
| 15/1/2018  | 日本          | 中山 | 草2000 |      | 2歲未勝利       | 55   | 李慕華   | 10   | 18   | 1    | 2:01.5  | （Ho O Victory）      |
| 19/1/2019  | 日本          | 中山 | 草1800 |      | 若竹賞          | 56   | 文力威   | 4    | 8    | 1    | 1:50.4  | （Folktale）          |
| 17/3/2019  | 日本          | 中山 | 草1800 | GI   | 春季錦標        | 56   | 文力威   | 8    | 16   | 5    | 1:48.0  | Emeral Fight          |
| 30/6/2019  | 日本          | 福島 | 草1800 | GIII | 日經電台賞      | 54   | 杜滿萊   | 9    | 16   | 9    | 1:51.0  | Breaking Dawn         |
| 19/1/2020  | 日本          | 中山 | 草1800 |      | 4歲以上兩捷馬戰 | 56   | 文力威   | 5    | 10   | 2    | 1:51.6  | 德格拉斯              |
| 29/2/2020  | 日本          | 中山 | 草1800 |      | 富里特別        | 56   | 文力威   | 7    | 12   | 2    | 1:48.4  | Hermeticist           |
| 26/4/2020  | 日本          | 東京 | 草1800 |      | 石和特別        | 57   | 連達文   | 10   | 10   | 1    | 1:48.0  | （Upright Spin）      |
| 29/11/2020 | 日本          | 東京 | 草2000 |      | 歡迎錦標        | 55   | 松山弘平 | 12   | 16   | 1    | 2:00.7  | （Shonan Hallelujah） |
| 5/1/2021   | 日本          | 中山 | 草2000 | GIII | 中山金盃        | 54   | 松山弘平 | 9    | 17   | 1    | 2:00.9  | （心裡燈）            |
| 28/2/2021  | 日本          | 中山 | 草1800 | GII  | 中山紀念        | 56   | 松山弘平 | 8    | 14   | 1    | 1:44.9  | （行進曲）            |
| 31/10/2021 | 日本          | 東京 | 草2000 | GI   | 秋季天皇賞      | 58   | 松山弘平 | 15   | 16   | 5    | 1:58.7  | 樂透心                |
| 12/12/2021 | 香港          | 沙田 | 草2000 | GI   | 香港盃          | 57   | 莫雷拉   | 4    | 12   | 2    | 2:00.68 | 唯獨愛你              |
| 3/4/2022   | 日本          | 阪神 | 草2000 | GI   | 大阪盃          | 57   | 池添謙一 | 10   | 16   | 4    | 1:58.7  | 菜圃向榮              |
| 26/6/2023  | 日本          | 阪神 | 草2200 | GI   | 寶塚紀念        | 58   | 連達文   | 10   | 17   | 2    | 2:10.0  | 領銜                  |
| 26/2/2023  | 日本          | 中山 | 草1800 | GII  | 中山紀念        | 57   | 松山弘平 | 11   | 14   | 1    | 1:47.1  | （名劍）              |
| 2/4/2023   | 日本          | 阪神 | 草2000 | GI   | 大阪盃          | 58   | 松山弘平 | 14   | 16   | 7    | 1:58.0  | 金積驥                |
| 20/8/2023  | 日本          | 札幌 | 草2000 | GII  | 札幌記念        | 58   | 濱中俊   | 12   | 15   | 5    | 2:02.8  | 先見                  |
| 29/10/2023 | 日本          | 東京 | 草2000 | GI   | 秋季天皇賞      | 58   | 松山弘平 | 8    | 11   | 9    | 1:57.6  | 春秋分                |
| 10/12/2023 | 香港          | 沙田 | 草2000 | GI   | 香港盃          | 57   | 莫雷拉   | 5    | 11   | 3    | 2:02.05 | 浪漫勇士              |
| 25/2/2024  | 日本          | 中山 | 草1800 | GII  | 中山記念        | 58   | 金美琪   | 5    | 16   | 11   | 1:49.4  | 摩天雲霄              |
| 28/4/2024  | 香港          | 沙田 | 草2000 | GI   | 女皇盃          | 57   | 連達文   | 11   | 3    | 5    | 2:01.55 | 浪漫勇士              |

## 退役後
退役後，滂薄無比並未入種，而是於中山競馬場休養，以儀仗馬的身份服務。

## 血統簡介
父系真心呼喚爲日本賽駒，生涯戰績優秀，曾於2005年有馬紀念擊敗無敗三冠馬大震撼奪得冠軍，亦於其後贏得杜拜司馬經典賽。祖父週日寧靜是美國三冠賽雙冠馬，退役後在日本配種，在日本馬壇相當成功，贏得多項分級賽事，其子嗣贏得巨額獎金。
母系La Liz為阿根廷賽駒，生涯戰績不俗，曾勝出三級賽伯爵夫人錦標及主見錦標，亦於一級賽明星短途大賽中跑獲亞軍。外祖父Bernstein爲美國生產的愛爾蘭賽駒，生涯戰績不俗，曾勝出三級賽和諧錦標及火車路錦標。

### 血統表
| 父線：週日寧靜系（Halo系）             |                            |                |                 |
| 種馬 真心呼喚 2001年（棗色）           | 週日寧靜 1986年（棕色）    | Halo           | Hail to Reason  |
| 種馬 真心呼喚 2001年（棗色）           | 週日寧靜 1986年（棕色）    | Halo           | Cosmah          |
| 種馬 真心呼喚 2001年（棗色）           | 週日寧靜 1986年（棕色）    | Wishing Well   | Understading    |
| 種馬 真心呼喚 2001年（棗色）           | 週日寧靜 1986年（棕色）    | Wishing Well   | Mountain Flower |
| 種馬 真心呼喚 2001年（棗色）           | Irish Dance 1990年（棗色） | 東來兵         | Lampala         |
| 種馬 真心呼喚 2001年（棗色）           | Irish Dance 1990年（棗色） | 東來兵         | Severn Bridge   |
| 種馬 真心呼喚 2001年（棗色）           | Irish Dance 1990年（棗色） | Buper Dance    | 利法爾          |
| 種馬 真心呼喚 2001年（棗色）           | Irish Dance 1990年（棗色） | Buper Dance    | My Bupers       |
| 繁殖雌馬 La Liz 2004年（棗色）         | Bernstein 1997年（棗色）   | 雷貓           | 雷鳥            |
| 繁殖雌馬 La Liz 2004年（棗色）         | Bernstein 1997年（棗色）   | 雷貓           | Terlingua       |
| 繁殖雌馬 La Liz 2004年（棗色）         | Bernstein 1997年（棗色）   | La Affirmed    | Affirmed        |
| 繁殖雌馬 La Liz 2004年（棗色）         | Bernstein 1997年（棗色）   | La Affirmed    | La Mesa         |
| 繁殖雌馬 La Liz 2004年（棗色）         | La Marlene 1995年（棗色）  | Rainbow Corner | 追逐彩虹        |
| 繁殖雌馬 La Liz 2004年（棗色）         | La Marlene 1995年（棗色）  | Rainbow Corner | Kingscote       |
| 繁殖雌馬 La Liz 2004年（棗色）         | La Marlene 1995年（棗色）  | La Cardinale   | Southern Halo   |
| 繁殖雌馬 La Liz 2004年（棗色）         | La Marlene 1995年（棗色）  | La Cardinale   | La Bozan        |
| 雌系：號族：3-h                        |                            |                |                 |
| 五代內近親交配：Halo 3×5、北地舞人 5×5 |                            |                |                 |

## 命名由來
名字中，Hishi（ヒシ）是馬主阿部雅英之冠名，出自阿部雅信家族所經營的公司之屋號：「菱雅」，Iguazu（イグアス）即是位於巴西及阿根廷邊界的伊瓜蘇瀑布，聯想自母系La Liz的出生地，香港則只取後半部分加以聯想，翻譯為「滂薄無比」。

## 外部連結
- 滂薄無比 netkeiba.com （页面存档备份，存于）
- 血統表 （页面存档备份，存于）